# Арехавск
Арехавск или Ореховск (блр. Арэхаўск; рус. Ореховск) насељено је место са административним статусом варошице (городской посёлок) у североисточном делу Републике Белорусије, односно на југоистоку Витепске области. Административно припада Оршанском рејону. Насеље се налази на око 22 км североисточно од града Орше. 
Према проценама из 2010. у вароши је живело свега 2.800 становника.

## Историја
Насеље је основано почетком 20. века као радничко насеље Видрица у којем су смештај нашли запослени у оближњим погонима дрвне индустрије. Након што је фабрика затворена 1917. насеље из статуса радничког центра прелази у статус села, а од 1924. део је Оршанског рејона. Након изградње термоелектране 1938. насеље Видрица је спојено са оближњим селом Орехи и формирано је ново радничко насеље Орехи—Видрица. 
Током Другог светског рата насељ је готово у целости разрушено. Одмах по окончању рата Видрица добија садашње име Ореховск (Ареховск), добија статус варошице и обавља административну функцију центра Ореховског рејона. 

## Привреда
Најважнији привредни погон у вароши је велика електрана на природни гас отворена још 1930. године. Електрана је у почетку као погонско гориво користила тресет, потом мазут, и на послетку од 1999. природни гас. 

## Демографија
Према резултатима пописа из 2009. у вароши је живело 2.800 становника.